# Palpbaggar
Palpbaggar (tidigare även vattenbaggar, Hydrophilidae) är en familj bland skalbaggarna i underordningen allätarbaggar med omkring 2 300 arter över hela världen.

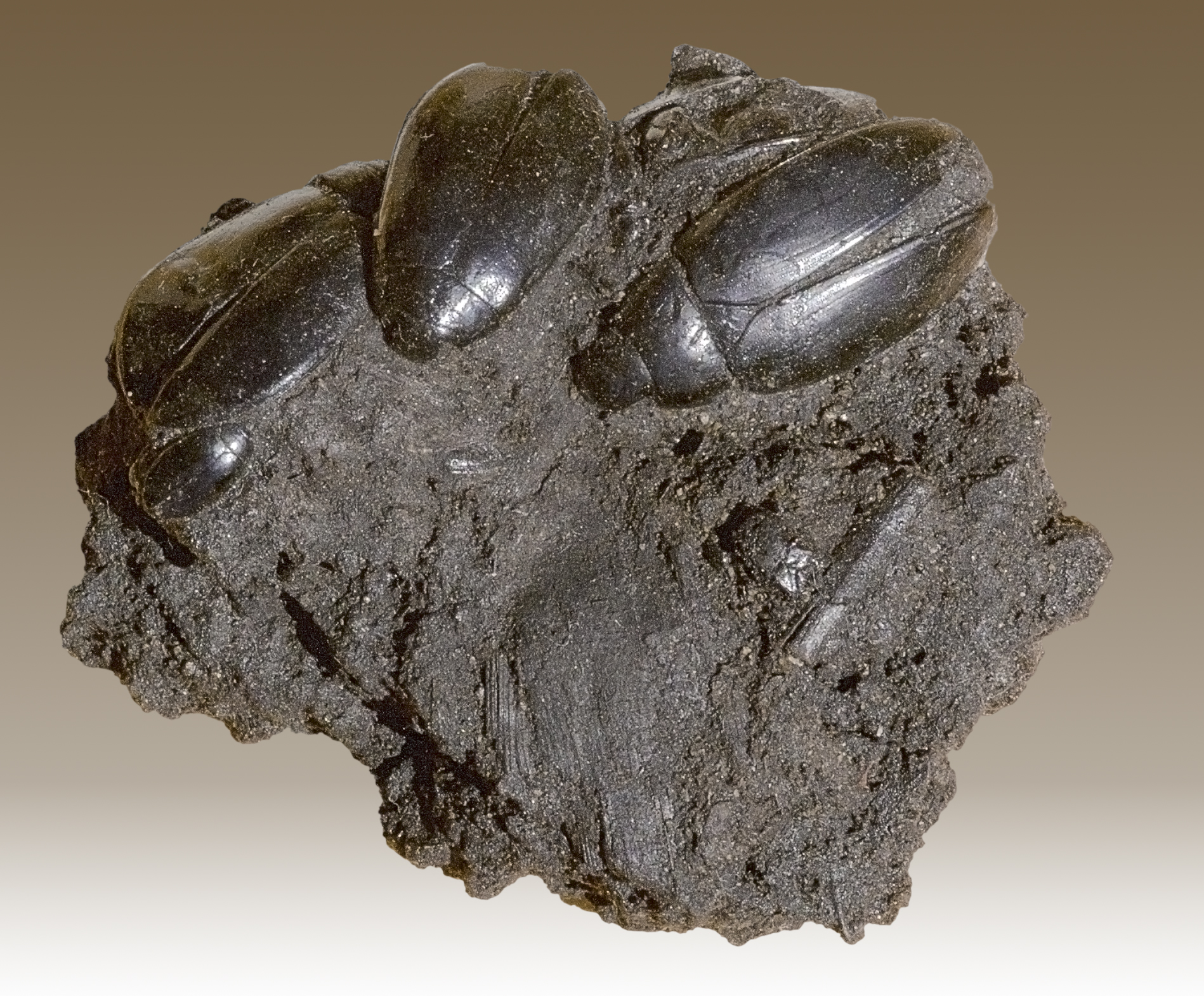
Hydrophilus sp. - fossil form

De har korta antenner, i spetsen förtjockade till en klubba. De flesta hithörande arter lever i vatten och har bakbenen omformade till simben. Andra arter lever i slam och spillning. De i vatten levande formerna har vid flyktigt påseende stor likhet med dykarna, men vid närmare påseende finns stora olikheter, och likheten innebär ingen närmare släktskap, utan är ett konvergensfenomen, till följd av båda familjernas tillpassning till livet i vattnet.
Palpbaggarnas kropp är inte så bra anpassad för simning och dykning som dykarnas. Kroppens översida är starkt kullrig, medan undersidan är platt, och simbenen röras växelvis, så att ingen snabb simning kan åstadkommas, varför dessa djur ofta kryper fram på mossa och vattenväxter. Detta gäller i ännu högre grad om larverna, som helst föredrar fast mark under fötterna och därför i regel endast anträffas på ett några centimeter djupt vatten. När skalbaggarna ska förnya sitt luftförråd, klättrar de upp på vattenväxter, till dess huvud befinner sig i vattenbrynet och luften kommer i förbindelse med den under djurets undersida med fina hår kvarhållna luftmängden genom en kanal, som bildas av antennlederna och en hårklädd ränna på huvudet. De större formerna är som fullvuxna växtätare, som larver rovdjur. Äggen läggs i av honan spunna kokonger, som flyter på vattenytan.